# 普罗狄克斯

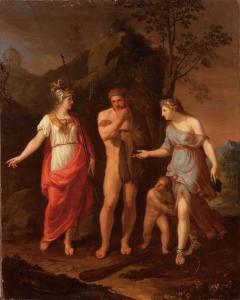
普罗狄克斯的画像

普罗狄克斯（前465年—前395年）古希腊哲学家、第一代辩士学派，曾以凯阿岛大使的身份前往雅典，以演讲者和教师的身份而知名。比起其他辩士，柏拉图对他更为尊重。在柏拉图的对话录中，他与苏格拉底似乎是友人。普罗狄克斯的思想具有无神论的特点。

## 生平
普罗狄克斯生于开俄斯。他专门注意名词的使用和类似语的微妙区别。善于运用合适的普通概念论证复杂的伦理学问题。曾教授古希腊著名悲剧家幼里披底斯的修辞学。苏格拉底、柏拉图等人也时常送自己的弟子入门求教。其著作没有流传下来。

## 人物
普罗狄克斯是岛上的尤利斯本地人，普罗狄克斯的出生地是他被模仿的。普罗狄克斯经常来到古希腊，目的是代表他的故乡进行业务，并以演说家的身份吸引了钦佩，尽管他的声音很深并且容易跌倒。普鲁塔克将他描述为苗条和虚弱。柏拉图也暗示了他的软弱，以及因此导致的一定程度的富有性格。菲洛斯斯特拉图斯（Philosstratu）指责他贪婪。